# بن إي. ريتش
بن إي. ريتش (بالإنجليزية: Ben E. Rich)‏ (1855 - 1913)؛ روائي أمريكي.